# 中華民國國樂
中華民國國樂是指中華民國國定的傳統音樂，即以漢族樂器傳統音樂為主的中國民族音樂。在1949年兩岸分治後，「國樂」一詞僅限於在臺灣及香港使用，但當代中國大陸部分學校也開始恢復使用。
「國樂」一詞是1911年以後，結合改革過的中國樂器與西洋音樂理論，產生的新的樂種，與傳統中國民族音樂有別。

## 歷史
中華民國傳統民族音樂具有悠久的歷史。1910年代，因清末洋化教育興辦，以「西樂」稱洋人傳來之音樂，與之相對應「國樂」一詞，用以稱呼傳統民族音樂。國樂一詞，最早見於《隋書》。
民國成立初期，由於政經環境不佳，國樂的發展並未受到重視。直到1949年國民政府遷臺以後，國樂才開始穩定發展。「國樂」起於1918年，1984年起，在台灣發展的「現代國樂」。中國大陸有「民樂」，香港有「中樂」，東南亞有「華樂」。當代中國大陸學院科系，已開始採用「國樂」一詞，臺灣學院、大學科系，現改名「中國音樂系」，實為前身「國樂系」、「國樂組」。「國樂」之名出現於1910年代，中華國樂會第一屆理事長高子銘認為興辦洋化教育是在清末，始有西樂之名。中國音樂雖經失傳，仍有少數民間愛好者，集合3、5人或7、8人一起演奏，稱為絲竹合奏，民國初年才有「國樂」之名。高子銘說：現代國樂團的組織，一般以為發軔於「五四」以後在上海、北平等大城市出現的「國樂隊」，其中最早且較具規模的首推民國九年由鄭覲文發起成立於上海的「大同樂會」。該會主張「研究中西音樂，籌備演作大同音樂促進世界文化運動」，初期以演奏雅樂為主，後來轉而演奏古典音樂、民間絲竹，可以視為民間絲竹與現代國樂的過渡。 正式提出現代國樂團的觀念與編組的，應屬重慶時期的中央廣播電台音樂組國樂隊。
最早國樂發展，1918年鄭覲文於上海創設「琴瑟學社」。1920年「大同樂會」成立，至1929年，劉天華協助上海音專成立國樂改進社（上海分社），1935年中央廣播電台南京成立音樂組，下屬有國樂隊，任務為電台播音。1941年，中央廣播電台管弦樂對改隸屬教育部，援經費全數歸國樂隊專用。1942年，蛻變為新式國樂團。1948年，中央電台國樂組參加臺灣省博覽會，假臺北中山堂演出。
1949年，國民政府遷臺，引進新樂種「國樂」。最初臺灣聽眾以為是正統中國音樂，深入了解後，發現它不但在臺灣，在中國大陸也是新的樂種。1994年，陳裕剛將臺灣現代化分為四個階段，1997年，陳勝田的分期也有類似分期，整合而言，國樂在臺灣的發展可分為五個時期：

### 萌芽時期
1948年11月，現代國樂隊首次在臺灣出現。1949年6月，中國廣播公司（簡稱中廣）與中央廣播事業管理處一同隨國民政府遷臺，引進新樂種「國樂」。國樂家有：高子銘、黃體培、孫培章、王沛綸、黃蘭英等，後有陳孝毅、周岐峰、劉克爾歸隊，後再加入有：楊秉忠、悉富森、史順生、曹義傑等，以上為國樂現代化運動第一代在臺灣形成。陳勝田在臺灣大百科全書之分期如下：
1950年，中廣國樂團推廣國樂，六期進修班培養國樂人才有：李鎮東、楊秉忠、莊本立、汪振華、林培等。國樂風氣帶動下成立國樂社團有：中信、鐵路、晨鍾、政專等國樂社，後繼有大鵬、臺大薰風、政工幹校、幼獅國樂社、中華實驗國樂團等國樂社。1953年4月19日，「中華國樂會」成立，為臺灣最早成立之傳統民族音樂組織。

### 推廣時期
1963年，「女王唱片」開始在市面發售國樂曲集，當時為兩岸禁止交流時期。1965年，全臺音樂比賽列入初、高中團體及成人獨奏國樂項目，1966年加入大專組，1966年師範大學國樂參加國樂團奪冠軍。
1967年，救國團合辦暑期國樂營。1969年，光仁小學音樂班國樂團參賽為當時常勝國樂團。1969年，國立藝術館成立中華國樂團。1969年，莊本立在中國文化學院（今中國文化大學）創設舞蹈音樂專修科國樂組，已有現代國樂合奏課程，後大學法規定，大學內不設專科，1975年停招，改由華岡藝術學校接替。

### 專業教育時期
1971年，臺灣藝術專科學校（簡稱藝專，今臺灣藝術大學），董榕森領導設立五年制國樂科，五年後再設夜間部三年制國樂科，日夜間部都有現代國樂合奏。1973年，第一商標樂團成立（原名正風國樂團），由鄭思森擔任指揮。
1974年，省立臺中圖書館成立中興國樂團，楊秉忠擔任指揮。1975年，中興國樂團再度改組，招收年輕職業團員，保留老團員為業餘團員，人數達60人。1977年臺北市南門國中音樂班開始招收主修國樂器學生，成立現代國樂團，1978年參加音樂比賽獲得冠軍。

### 職業盛行時期
1979年9月第一個職業國樂團，臺北市立國樂團成立。1982年臺中市立國樂團，林月里擔任指揮。同年臺中縣立文化中心成立國樂團。1984年9月教育部成立實驗國樂團。1985年中華國樂學會統計，全台灣國樂團有266個團體。
1987年政府開放大陸探親，1988年國樂開始與對岸接觸。1989年高雄市實驗國樂團成立，蕭青杉、賴錫中、吳宏章、林一鳳領軍。

### 兩岸交流時期
兩岸開放，臺灣國樂生態起了重大變化，影響層面廣大而深遠，兩岸樂器比賽、樂器改良、演奏進修等，顯然大幅提昇演奏水平。
- 1990年，大陸笛子演奏家石家環與中廣國樂團於臺北市立社會教育館（社教館）演出，是大陸笛子演奏家首次於臺灣演出。
- 1991年，政府通過「國家統一綱領」，開放兩岸交流政策。
- 1991年，李登輝將「中華文化復興運動推行委員會」改組為「中華文化復興運動總會」（簡稱：文復會），任務改為政府與民間策略聯盟運作方式。
- 1992年，臺北市立國樂團邀請十位大陸演奏家來台演出，十三場次共有十六人次的演出。
- 1993年，魯日融於香港舉行「二十世紀國樂思想研討會」，發表〈國樂教育在高等音樂教育中的地位〉。
- 1995年，安寶藝術文化有限公司（目前更名為卡斯藝術文化有限公司）邀請[彭修文及中國廣播民族樂團]來台巡迴演出。
- 1996年，上海民族樂團全團來臺灣，與實驗國樂團聯合演出。
- 2009年，台灣劉江濱率領新竹市立青少年國樂團赴西安、太原演出「2009華夏樂揚兩岸情」系列音樂會，受到兩岸專業樂評的高度肯定。
- 2010年，台灣劉江濱指揮帶領新竹市立青少年國樂團受「打開藝術之門」之邀，8月18日於北京中山公園音樂堂、8月22日於北京國家大劇院、24日於天津音樂廳舉辦「2010華夏樂揚兩岸情」系列音樂會。
- 2011年，新竹市政府主辦，新竹青年國樂團承辦第一屆「竹塹國樂節」，邀請台灣國樂團、山西歌舞劇院民族樂團、台北市立國樂團等兩岸專業樂團及新竹在地國樂團隊匯演，並邀請黃曉同、瞿春泉、唐峰、周東朝、張高翔等名家參與盛會。
- 2012年，新竹市政府與新竹青年國樂團辦理第二屆「竹塹國樂節」，邀請河北邯鄲吹歌藝術團、山西晉城上黨梆子演出團及新竹在地國樂團隊匯演，並特邀張列、郭哲誠、鄭立彬、王建民、王永德、閔惠芬、陳佐輝等兩岸名家參與。
- 2012年，新竹市立青少年國樂團於2011年改組增設新竹青年國樂團，赴廣東深圳、廣州、順德、中山等地舉辦「2012華夏樂揚兩岸情」系列音樂會。
- 2012年，吳宗憲接任中國文化大學中國音樂學系主任。
- 2012年11月30日，國樂家董榕森辭世，享壽80歲。國立臺灣藝術大學中國音樂系主任林昱廷，於Facebook發表貼文：「亦宣先生已於今日中午12：35左右過世，請我們一同哀悼他。」[5]
- 2013年1月8日，瞿春泉接任臺北市立國樂團首席指揮。[6][7]
- 2013年2月21日，臺北市立國樂團前團長王正平中風病逝於臺北，享年六十五歲。[8]
- 2013年，新竹市政府與新竹青年國樂團辦理第三屆「竹塹國樂節」，邀請山西黃河大嗩吶藝術團、美國火鳳青年國樂團、九歌民族管絃樂團、北京第五中學金帆民樂團、中華國樂團、新加坡青年華樂團及新竹在地國樂團隊，擴大國樂交流，並邀請王甫建、劉英、王銘裕、陳澄雄、張列、閻惠昌、馮少先、唐峰、孫凰等兩岸名家演出。
- 2013年，台灣新竹青年國樂團再度受邀赴北京國家大劇院、中央民族樂團音樂廳及上海音樂廳舉辦「2013華夏樂揚兩岸情」系列音樂會。於上海音樂廳更特邀知名指揮家黃曉同擔任客席指揮。
- 2014年，新竹市政府與新竹青年國樂團辦理第四屆「竹塹國樂節」，邀請香港青少年國樂團、山西大平美固德吹打樂團及新竹在地國樂團隊匯演，閻惠昌、張列、劉炳臣、劉沙、李英、林昱廷等名家參與演出。
- 2014年5月12日，被譽為「世界最著名的弦乐演奏家」之一的二胡名家閔惠芬上午因病在上海去世，享年69岁。
- 2014年11月26日，國立臺灣藝術大學前院長陳裕剛（1945-2014）中風辭世，享年七十歲。12月8日假臺北第二殯儀館「懷源廳」舉行告別式，隆重莊嚴，來自各地團體、數百師生到場，風雨中泣聲，場面備極哀傷。
- 2015年，新竹市政府與新竹青年國樂團舉辦第五屆「竹塹國樂節」，邀請中央音樂學院、重慶民族樂團、琴園國樂團、河南民族樂團及新竹在地國樂團隊匯演，並邀請劉錫津、陳中申、樊慰慈、羅晶、蘇暢等兩岸名家共同參與。
- 2015年8月24日，中國指揮界一代宗師黃曉同因病於上海辭世，享年82歲。

## 樂團
- 臺灣國樂團：中華民國的國家國樂團
- 中廣國樂團
- 臺北市立國樂團
- 高雄市國樂團

## 主要人物
以下人物以姓氏筆畫排序：
- 王明星
- 王正平
- 何立仁
- 李英
- 周成龍
- 周聖文
- 周藍萍
- 陳中申
- 陳澄雄
- 陳能濟
- 郭哲誠
- 梁在平
- 彭修文
- 黃新財
- 溫以仁
- 董榕森
- 趙季平
- 劉學軒
- 劉文祥
- 劉文金
- 劉江濱
- 鄭思森
- 鄭榮興
- 鄭立彬
- 瞿春泉
- 盧亮輝
- 鍾耀光
- 關迺忠
- 蘇文慶
- 顧冠仁
- 顧寶文

### 引用
1. ↑  .   [2015-11-04]. （原始内容存档于2018-03-11）.
2. ↑  陳裕剛（1994）。 〈影響台灣地區四十年來國樂器樂發展之因素〉，《中國新音樂史論集──國樂思想》，香港：香港大學亞洲研究中心。
3. ↑  行政院文化建設委員會，〈文建會-地方文化館-台中放送局〉[永久]
4. ↑  台灣大百科全書http://nrch.culture.tw/twpedia.aspx?id=20970 （页面存档备份，存于）
5. ↑  國樂家董榕森辭世 享壽80歲，中央社新聞
6. ↑  .   [2013-01-08]. （原始内容存档于2019-02-20）.
7. ↑  .   [2013-01-08]. （原始内容存档于2019-02-20）.
8. ↑  .   [2013-02-21]. （原始内容存档于2016-03-04）.

## 外部連結
- 台北市立國樂團
- 桃園市國樂團
- 2016桃園國樂節
- 國家國樂團
- 吹鼓吹（页面存档备份，存于）
- 心裁國樂譜交流網站
- 劉客養戲曲研究室（戲曲與音樂）（页面存档备份，存于）
- 劉客養－臺灣當代國樂作曲家訪談錄（1970年-2011年）（页面存档备份，存于）